# Herb Elliott
Herbert James („Herb”) Elliott (ur. 25 lutego 1938 w Subiaco, przedmieściu Perth) – australijski lekkoatleta średniodystansowiec, mistrz olimpijski. 

## Życiorys
Pod koniec lat 50. zdominował biegi na 1500 metrów i na 1 milę. Zwyciężył w biegach na 880 jardów i na milę na igrzyskach Imperium Brytyjskiego i Wspólnoty Brytyjskiej w 1958 w Cardiff.
6 sierpnia 1958 w Dublinie ustanowił rekord świata w biegu na milę czasem 3:54,5. 28 sierpnia tego roku w Göteborgu poprawił rekord świata w biegu na 1500 metrów uzyskując czas 3:36,0. 22 marca 1959 w Melbourne był członkiem sztafety 4 × 1 mila, która ustanowiła rekord świata rezultatem 16:25,6.
Zdobył złoty medal w biegu na 1500 metrów na igrzyskach olimpijskich w 1960 w Rzymie, wyprzedzając Michela Jazy’ego z Francji i Istvána Rózsavölgyi’ego z Węgier. Poprawił wówczas swój rekord świata na 3:35,6.
Był mistrzem Australii w biegach na 880 jardów i na milę w 1956/1957, 1957/1958 i 1959/1960.
Podczas swojej kariery siedemnaście razy przebiegł dystans 1 mili w czasie poniżej 4 minut.
Zakończył karierę w 1961. Był potem m.in. prezesem firmy Puma North America, a także przewodniczącym rady dyrektorów australijskiej spółki Fortescue Metals Group zajmującej się przede wszystkim wydobyciem rudy żelaza. Otrzymał Order Imperium Brytyjskiego w 1964 V klasy (MBE) i Order Australii w 2002.